# Шитт, Вильгельм Эдуардович
Вильгельм (Василий) Эдуардович Шитт (нем. Wilhelm Schütt) (11 июля 1858, Санкт-Петербург, Российская империя – 1 декабря 1920, Севастополь, РСФСР) ─ российский купец 1-й гильдии немецкого происхождения, коммерции советник, виноторговец, винодел. Расстрелян в ходе красного террора в Севастополе.

## Биография
Вильгельм Эдуардович Шитт родился в Санкт-Петербурге 11 июля 1858 года. Он был третьим ребёнком в семье потомственного почётного гражданина, совладельца винной торговли «К. О. Шиттъ», в будущем купца 1-й гильдии Эдуарда Шитта (Eduard Schütt, 09.01.1826 – 24.02.1883) и Каролины-Эмилии Васильевны Брандт (Caroline Emilie Brandt, 17.10.1831 – 30.07.1913).
Шитты происходили из Гамбурга. Корнелиус Отто II Шитт (младший) стал первым представителем семьи, переехавшим в Россию. Датой основания Торгового дома «К. О. Шиттъ» в Санкт-Петербурге, занимавшегося винной торговлей и, в том числе, продажей французских вин лучшего качества через сеть «ренсковых» погребов, считается 1818 год. К началу 20-го века семейная фирма «К. О. Шитт» насчитывала 37 винных погребов в различных районах Петербурга. Они располагались в угловых зданиях. О Петербурге начала XX в. знатоки говорили: «В Питере все углы сШиты». И о самом владельце этих питейных заведений: «Шитт на углу приШит». Вывеска в виде золотой грозди винограда упоминается в мемуарах М. В. Добужинского. В 1865 году после смерти Корнелиуса Отто II Шитта его сын унаследовал дело и в 1868 году был записан петербургским купцом 1-й гильдии: «Шиттъ, Эдуард, 43 л., Пот. Поч. Гражд.; въ куп. сост. съ 1868 г. Жит. Вас. ч. 1 уч., по 1 лин., въ д. № 4. Содержитъ винные погреба въ разныхъ частяхъ города подъ фирмой "К. О. Шиттъ". На гор. службе не сост.» .
Василий Эдуардович Шитт, младший из сыновей, окончил шесть классов гимназии Карла Мая в 1875 году и стал работать в семейной сети по продаже спиртного. Он вступил в С.-Петербургское купечество в 1885 году. 30 апреля 1886 года женился на Марии (Мери) Шумахер (Mary Schuhmacher, 04.06.1862 – 01.12.1920) и они переехали на 5-ю линию в дом № 36, где жили вплоть до 1891 года. В браке до начала XX века родились два сына и несколько дочерей. С 1892 года они проживали по адресу Волховский переулок, дом № 3.

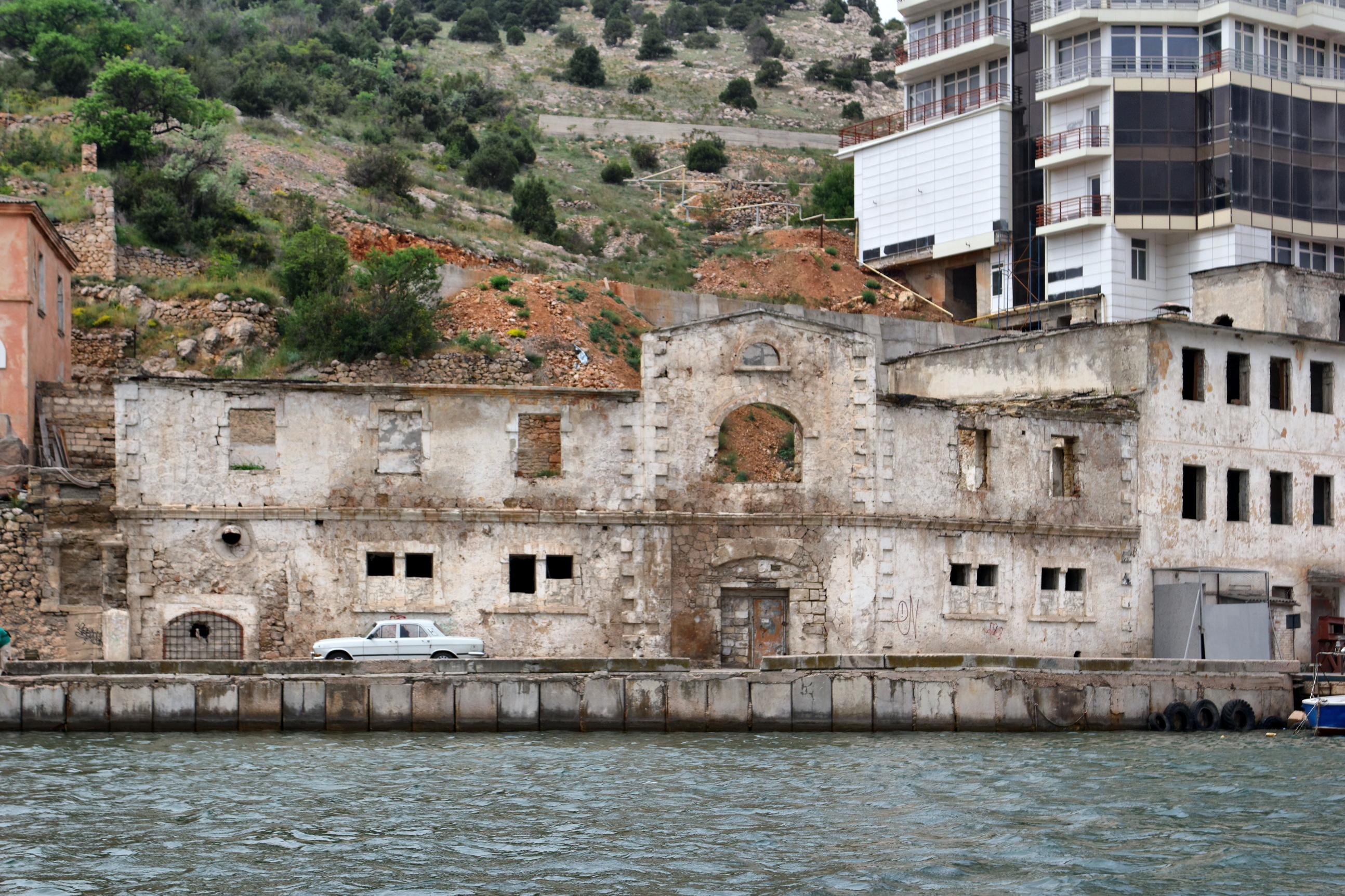
Склад коньячного завода В. Э. Шитта в Балаклаве.

Записан в справочнике Санкт-Петербургской биржи: на 1896 г. «Шиттъ Василiй Эдуардовичъ кандидатомъ гласныхъ 1 разряда», а с 1 января 1903 г. — «Гласнымъ 1 разряда». В 1909 году он стал коммерции советником. В марте 1910 года В. Э. Шитт обратился в Министерство Императорского двора с просьбой предоставить ему звание Поставщика, но получил отказ. Повторно с этой просьбой обратился в конце года, указав: «В течение многих лет по настоящее время я имею счастье поставлять к Высочайшему столу по заказу Гофмаршальской части разные вина и другие напитки… А также более 25 лет все употребляемое церковное вино для Дворцовой Знаменской церкви в Царском Селе».
После октябрьских событий 1917 года семья Шиттов оказалась в Крыму, где у них была собственность – виноградники, коньячный завод и склады в Балаклаве. Позднее к родителям присоединился младший сын, Корнелий Васильевич Шитт. В Белом движении он служил помощником представителя Главнокомандующего ВСЮР при Союзном командовании в Севастополе. По неизвестным причинам после разгрома Русской армии Врангеля В. Э. Шитт не выехал в Крымскую эвакуацию вместе с детьми и как классово враждебный элемент был расстрелян 1 декабря 1920 года в ходе красного террора в Севастополе.

## Дети[1]
- старшая дочь, «Мери-Эмилiя» Васильевна (Mary Emilie) 20 марта 1887.

- Старший сын Эдуард Васильевич 1888 год. Выпускник гимназии К. Мая. После начала Первой мировой войны стал офицером царской армии. В 1919 году был арестован, но позже освобождён. Трудился главным виноделом завода Винпром Наркомата пищевой промышленности РСФСР. В 1933 году был повторно арестован и приговорён к трём годам лишения свободы, но вскоре опять выпущен на свободу. После третьего ареста расстрелян в Курске 14 декабря 1937 года.

- сын Корнелий Отто IV Васильевич 1889 год. Учился в Реальном училище Карла Мая. С 1914 года — корнет Лейб-гвардии Конно-гренадерского полка, старший адъютант начальника военной миссии генерала В. Х. Роопа в США. После 1917 года находился в Добровольческой армии и Вооруженных сил юга России, в период 1918—1919 годах был помощником представителя Главнокомандующего ВСЮР при Союзном командовании в Севастополе. В эмиграции во Франции в Париже и позднее, в 1928—1937 годах, в Лондоне, где был коммерсантом. Умер 17 марта 1967 года в Лондоне.

- дочь Нина Васильевна — родилась в Петергофе 14 июня 1891 год, Умерла в 1945 году в Берлине.

- дочь Тамара Васильевна — родилась в С.-Петербурге 23 февраля 1896 года, обвенчалась в Балаклаве в Крыму 23 февраля 1919 года с англичанином, будущим вице-адмиралом Лесли Халибертоном Эшмор (Leslie Haliburton Ashmore, 21.02.1893 — 10.01.1974) и покинула Россию.
- дочь Кира (Kyra) Васильевна — родилась 17 июня 1901 года в Хаапсалу, вышла замуж за уроженца Нью-Мексико (США) Эштона Вильяма Хокинса (Ashton William Hawkins, 1895 — 18.05.1972).

## В литературе
Я миновал Клинику Вилье; тут, на углу Сампсониевского, по старому питерскому правилу был «Шитт на углу пришит» — помещался винный погреб Шитта.— 